# Alhora
Alhora («A la vez» en idioma catalán) es un partido político español de ámbito catalán inscrito en el Registro del Ministerio del Interior el 11 de marzo de 2024. Fue fundado por Jordi Graupera y Clara Ponsatí con la intención de presentarse a las elecciones al Parlamento de Cataluña de 2024. El partido dice que «acoge a gente desde la izquierda independentista hasta el catalanismo liberal» con el objetivo de trabajar por «la independencia de Cataluña».

## Historia
A principios de marzo, Jordi Graupera y Clara Ponsatí anunciaron que el 23 de abril de 2024 presentarían una nueva propuesta política independentista en el entorno político catalán en el Teatro Borrás de Barcelona, encarada a presentarse a las elecciones al Parlamento de Cataluña que estaban programadas por febrero de 2025. El adelanto de la convocatoria electoral hecha por el presidente Pere Aragonès y la nueva fecha del 12 de mayo de 2024, precipitó el proceso de creación del partido. En la rueda de prensa de presentación de la propuesta participaron Clara Ponsatí, Jordi Graupera, Ada Ferrer y Anna Punsoda, grupo promotor del partido.
Para poder presentarse a las elecciones, necesitaban 5703 firmas, divididas por provincias: 4243 en Barcelona, 596 en Tarragona, 546 en Gerona y 317 en Lérida. Los impulsores del proyecto pidieron por redes voluntarios para el proceso de recogida de firmas. El 2 de abril confirmaron que ya tenían las firmas necesarias.
El 23 de abril de 2024 se realizó el acto fundacional del partido en el Teatro Borrás de Barcelona, con cerca de 1300 asistentes repartidos en dos actos consecutivos por la tarde.

## Resultados electorales
| Elecciones                                   | Cabeza de lista | Votos  | %    | Diputados | Posición |
| -------------------------------------------- | --------------- | ------ | ---- | --------- | -------- |
| Elecciones al Parlamento de Cataluña de 2024 | Clara Ponsatí   | 13 759 | 0,44 | 0/135     | 11ª      |